# Tumor de células germinativas
Tumor de células germinativas (TCG) é uma neoplasia derivada de células germinativas, as células que dão origem ao espermatozoide e óvulos. Os tumores de células germinativas normalmente ocorrem dentro das gônadas (ovários ou testículos), mas também podem aparecer fora das gônadas, sendo chamados de extragonadais ou ectópicos. Tumores de células germinativas fora das gônadas podem ser má-formação durante o desenvolvimento do embrião.

## Classificação
Dependendo da aparência histológica podem ser classificados como:
- Germinomas: Malignos, afetam adultos.
  - Seminoma testicular secreta fosfatase alcalina placentária (PLAP);
  - Disgerminoma ovariano: pode secretar gonadotrofina coriônica humana);
- Não-germinomas:
  - Coriocarcinoma: Maligno, afeta jovens adultos, secreta HCG-beta (gonadotrofina coriônica humana);
  - Tumor do seio endodérmico: Maligno, geralmente misto, afeta bebês, secreta alfafetoproteína (AFP);
  - Teratoma pode ser benigno (maduro) ou maligno (imaturo). Pode afetar bebês ou jovem adultos. Teratomas puros não secretam marcadores.
  - Carcinoma embrionário: Maligno, afeta jovens adultos, pode secretar HCG-beta ou/e AFP;
- Misto: Tumor com mais de uma origem, sendo o mais comum o Teratocarcinoma, parte Teratoma e parte carcinoma embrionário.
- Cisto epidermoide: benigno formado a partir de ectoderme
- Cisto dermoide: benigno
- Struma ovarii

## Localizações
As localizações mais frequentes são:
- Testículos
- Ovários
- Retroperitôneo (Parte de trás da cavidade abdominal)
- Mediastino (entre os pulmões)
- Cóccix (ossos da ponta da coluna vertebral)
- Glândula pineal (no centro do cérebro)